# Psaliodes apostata
Psaliodes apostata là một loài bướm đêm trong họ Geometridae.